# Polybutyleentereftalaat
Polybutyleentereftalaat (PBT) is een synthetisch, (semi)kristallijn, thermoplastisch polyester, dat wordt geproduceerd in de polycondensatie van tereftaalzuur of dimethyltereftalaat met 1,4-butaandiol.

polybutyleentereftalaat

PBT is verwant aan polyethyleentereftalaat (pet) en poly(trimethyleentereftalaat), maar is in vergelijking met deze polymeren eerder een technisch polymeer voor speciale toepassingen. Het heeft goede chemische, thermische en mechanische eigenschappen en wordt vooral gebruikt om er kleine precisie-onderdelen mee te vervaardigen door middel van spuitgieten, onder meer voor auto-onderdelen of voor elektrische of elektronische apparatuur. Het is temperatuurbestendig tot ca. 120 °C en is bestand tegen contact met benzine, dieselolie, oliën en vetten en zwakke zuren.

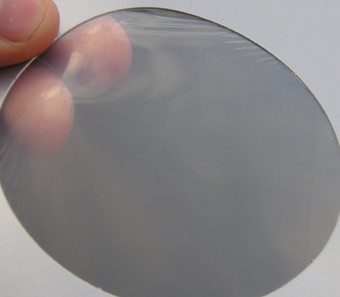
SympaTex-membraan

PBT wordt ook gebruikt bij de vervaardiging van "ademende kleding" (merknaam: SympaTex). Die bevat een membraan uit een blokcopolymeer van polyethyleenglycol (PEG) en PBT. De PEG-blokken zorgen ervoor dat het membraan hydrofiel is en waterdamp kan doorlaten. De kristallijne PBT-blokken zorgen voor de nodige mechanische sterkte van het membraan.